# Острожская Библия
Остро́жская Би́блия — первое полное издание Библии на церковнославянском языке, подготовленное совместными усилиями православного князя Константина Острожского и кружка учёных, собранного вокруг Острожской школы (академии). Издание опубликовано в Острожской типографии первопечатником Иваном Фёдоровым в 1581 году по благословению дубенского игумена Иова.

## Характеристика
Острожская Библия состоит из 76 книг Ветхого и Нового завета (в отличие от современных изданий, «Послание Иеремии» не выделено в отдельную книгу, а является 6-й главой «Книги пророка Варуха»). Некоторые её части основывались на переводах Франциска Скорины. Среди источников указывают также Геннадиевскую Библию — рукопись конца XV века. Предисловие написано Г. Д. Смотрицким — отцом Мелетия Смотрицкого.
Имеются экземпляры с различными выходными сведениями, помещёнными в конце книги. Небольшая часть экземпляров имеет на последнем листе текст выходных данных (колофон) в виде треугольника с датой 12 июля 1580, ниже помещена типографская марка Ивана Фёдорова. В других экземплярах текст оканчивается в два столбца, ниже типографской марки и выходных данных (на греческом и ц.-сл.) с датой 12 августа 1581 помещена концовка. В связи с этим часто говорят о двух различных изданиях книги. Однако на титульном листе всех известных экземпляров стоит 1581 год; по наблюдениям А. С. Зёрновой, описавшей 29 экземпляров, издание было одно, хотя по какой-то причине затянулось и некоторые листы были перепечатаны (в частности, исправлялись ошибки); разных комбинаций из перепечатанных и неперепечатанных листов достаточно много.
Как и все издания Ивана Фёдорова, Острожская Библия набрана и свёрстана безупречно. В ней для основного текста применён мелкий, но удобочитаемый «острожский» шрифт, полууставный с элементами скорописных начертаний, и набор в две колонки. Объём текста оценивают в 3 240 000 печатных знаков. Острожская Библия практически без изменений была перепечатана в Москве в 1663 г., так что по сути являлась официальной редакцией славянской Библии до 1740-х годов, когда была подготовлена исправленная так называемая Елисаветинская Библия, используемая и поныне в Русской Православной Церкви (РПЦ).

## Тираж
Тираж был по тому времени огромен: по некоторым оценкам, от 1000 до 1500 экземпляров. Покидая Острог, Иван Фёдоров взял с собой 400 из них. В описи имущества, составленной через два года после его смерти, упомянуты 120 полных Библий в листах (то есть непереплетённых) и 80 неполных. Недостающие листы были допечатаны позже в Вильне заметно отличающимся шрифтом.
В литературе описано около 450 отдельных экземпляров Острожской Библии. На сегодня сохранились (полностью или частично) около 350 экземпляров.

## Язык Острожской Библии
Острожская Библия начинается со слов:

Иско́ни сътворѝ богъ не́бо и зе́млю. Земля́ же бѣ неви́дима и неѹкраше́на, и тма̀ ве́рху бе́зъдны. И духъ бо́жїи ноша́шеся ве́рху воды̀.
— Быт.1:1
В Елизаветинской Библии вместо «Искони» стоит «Въ началѣ», а вместо «неѹкрашена» — «неустроена».

## Значимость
Острожская Библия широко известна в России, Украине и Беларуси, а также в других странах. Она содержится в Оксфордской библиотеке. Также её экземплярами владели шведский король Густав Адольф, кардинал Барберини, многие учёные и общественные деятели эпохи Ивана Фёдорова.
Эта Библия имела большое значение для православного образования, которому приходилось противостоять сильному католическому давлению в Беларуси и Украине.
До сих пор используется старообрядцами, не признавшими новый перевод Библии, как и другие исправления богослужебных книг в XVII веке.

## Современные переиздания
- Лицевое (иллюстрированное) наборное переиздание 7422 (1914) года, выполненное «тщанием и иждивением Московской Старообрядческой Книгопечатни». Заявлено как сделанное «во всем согласно» с оригиналом, но на самом деле напечатанное с существенным поновлением орфографии (проставлены ударения, исправлены некоторые опечатки, добавлены собственные опечатки). Также были внесены изменения в текст Нового Завета и Псалтыри. Кроме того, из-за неисправности использованного экземпляра оригинала в начале книги перепутаны страницы и порой неправильно восстановлены утраченные части текста. В конце издания добавлен список слов, сокращаемых под титлом.
- Факсимильное переиздание 1983 года: Острізька Біблія — The Ostroh Bible. Видання Колеґії св. Андрея в Вінніпезі. Не воспроизведены 7 последних листов книги с календарным материалом («Соборник», а также указание чтений из Евангелия и Апостола) и послесловием.
- Факсимильное переиздание 1988 года (Комиссия по сохранению и изданию памятников письменности при Советском фонде культуры, М.—Л.: Слово-Арт).
- Наборное переиздание 2006 года с параллельным украинским переводом (подготовлено Раймондом Турконяком), Львов, см.  и  (недоступная ссылка). Шрифт воссоздан по оригиналу, однако не отражены варианты начертания букв; введено разбиение текста пробелами на слова по системе нынешних языков.